# Украсни травњак
Украсни травњак, декоративни травњак или само травњак је терен прекривен травом која се негује заливањем и кошењем. Најчешће се налазе у двориштима кућа и зграда или у оквиру паркова. Користе у естетске сврхе, а могу служити и за разне спортске активности.